# M11 (Bosnien und Herzegowina)
Die M11 (kroatisch/bosnisch Magistralna cesta bzw. serbisch Магистрални пут/Magistralni put) ist eine Magistralstraße in Bosnien und Herzegowina. Sie führt von der M5 bei Ripač zur kroatischen Grenze in Richtung der kroatischen Gemeinde Donji Lapac.